# Inge Janssen
Inge Janssen (Voorburg, 20 de abril de 1989) é uma remadora neerlandesa, medalhista olímpica.

## Carreira
Janssen competiu nos Jogos Olímpicos de 2012 e 2016. Em sua primeira aparição, em Londres, disputou a prova do skiff duplo e ficou no oitavo lugar geral com Ellen Hogerwerf. Quatro anos depois, no Rio de Janeiro, competiu no skiff quádruplo e obteve a medalha de prata com a equipe dos Países Baixos.